# Saint-Martin-du-Tilleul

Saint-Martin-du-Tilleul este o comună în departamentul Eure, Franța. În 1 ianuarie 2022 avea o populație de 245 de locuitori.